# Gerard Batten

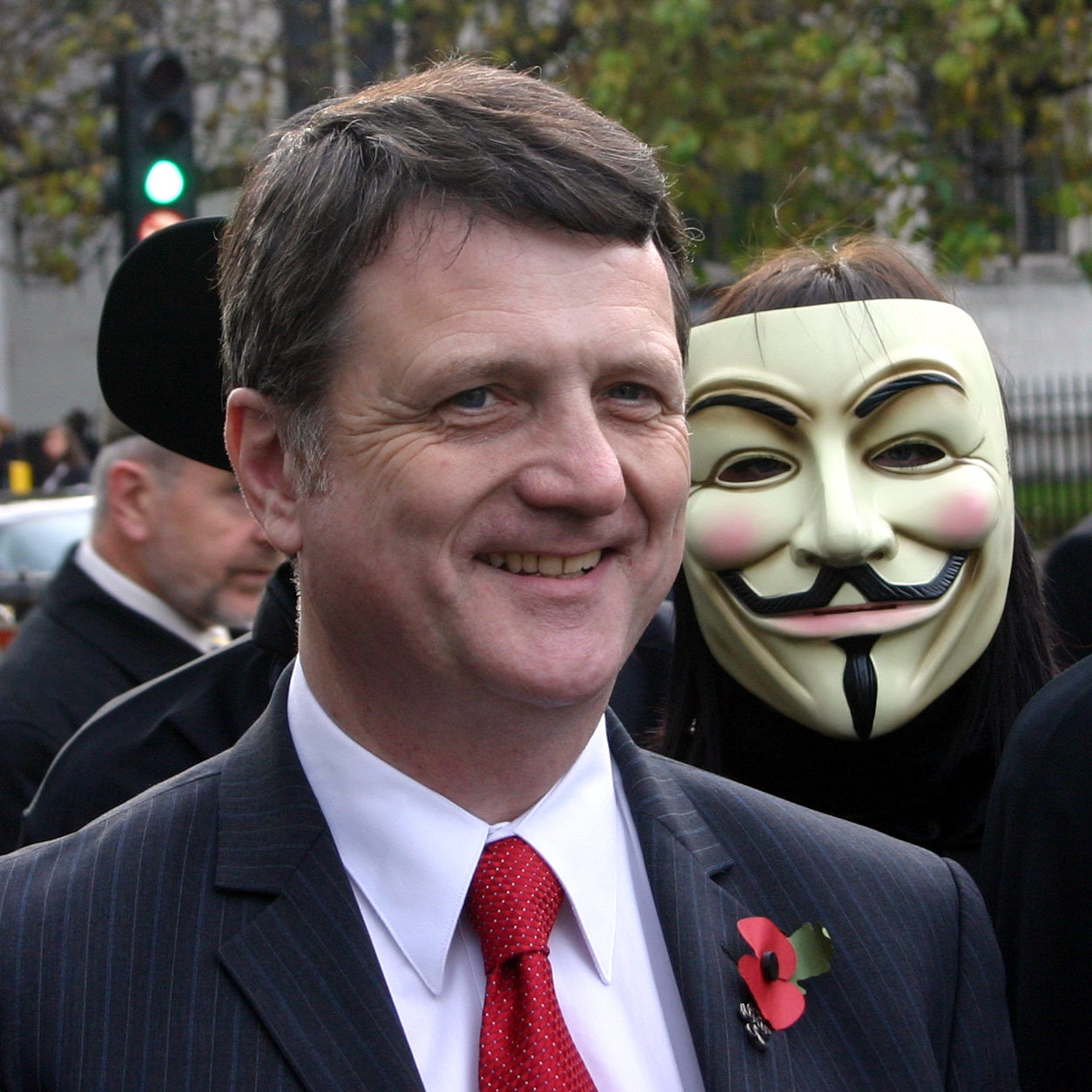
Gerard Batten

Gerard Batten (Londen, 27 maart 1954) is een Brits politicus, die van 2004 tot 2019 zitting had in het Europees Parlement voor de United Kingdom Independence Party (UKIP), die onderdeel was van de fractie Europa van Vrijheid en Democratie.
Voordat Batten tot Europarlementariër was verkozen, werkte hij onder anderen als boekbinder en als verkoper bij British Telecom. Ook was hij medeoprichter van de UKIP en later lid van het nationaal bestuur en partijsecretaris. In 2008 nam hij tevergeefs deel aan de burgemeestersverkiezingen van Londen. en in 2009 werd hij tweede bij de leiderschapsverkiezingen van de UKIP. Batten werd in 2004 tot lid van het Europees Parlement gekozen en tijdens de verkiezingen van 2009 wist hij zijn zetel te behouden. Ook tijdens de verkiezingen van 2014 wist Batten zijn zetel te behouden.